# ديفيد برودي
ديفيد برودي (بالإنجليزية: David Brody)‏ هو مؤرخ أمريكي، ولد في 5 يونيو 1930.